# Hôtel Heathman
L'hôtel Heathman (en anglais : The Heathman Hotel) est un hôtel américain situé à Portland, en Oregon. Ouvert en 1927, il est inscrit au Registre national des lieux historiques depuis le 16 février 1984. Il est membre des Historic Hotels of America depuis 1991 et des Historic Hotels Worldwide depuis 2015.